# 100 East Pratt Street
Le 100 East Pratt Street est un gratte-ciel situé sur Pratt Street (en) dans le quartier Inner Harbour de Baltimore, dans le  Maryland. Il se compose d'un bâtiment en béton de dix étages terminé en 1975 et d'une tour en verre et en acier de vingt-huit étages de 1991. 

## Histoire
Le bâtiment d'origine en béton a été conçu par Emery Roth & Sons et Pietro Belluschi, un leader de l'architecture moderne. L'inauguration des travaux sur le site a commencé en 1973 et la construction s'est terminée en 1975.  
Dans le contexte d'un ralentissement économique à l'échelle nationale et de l'effondrement des industries portuaires traditionnelles de Baltimore, la valeur imposable des propriétés du centre-ville a considérablement diminué en 1977, y compris 100 East Pratt, qui a ensuite été loué par IBM.  Après de nouvelles turbulences économiques et politiques dans les années 1980, la construction du bâtiment a été renouvelée et achevée en 1992 par Skidmore, Owings & Merrill.  
Deîos 2016, le propriétaire de l'immeuble est Vision Properties, dont le siège est situé dans le New Jersey, à la suite d'un achat d'un montant de 187 millions de dollars. 

## Architecture
Le bâtiment se présente comme une tour de 128 m en aluminium, verre et acier. Le bâtiment contient plus de 56 000 m2 de bureaux, de commerces et d'espaces de conférence, ainsi qu'une salle de sport au douzième étage. En plus de la tour de verre principale de vingt-huit étages, il y a deux structures plus petites et contiguës : un immeuble de bureaux en béton de dix étages exposé au sud et une structure de stationnement de huit étages avec près de mille places de stationnement. La charpente du toit du bâtiment, bien qu'attrayante et pouvant être éclairée de façon décorative, n'est pas ornementale : elle assure la suspension de la façade sud. 

## Locataires
Les locataires actuels d'espaces de bureaux comprennent des sociétés de services financiers telles que T. Rowe Price, Merrill Lynch et PricewaterhouseCoopers.  